# 네트워크 JNN
네트워크 JNN은 일본의 민영방송국 도쿄 방송에서 1986년 9월 29일부터 1987년 10월 2일까지 방송한 뉴스 프로그램이다.

## 개요
- 「뉴스 스테이션」(TV 아사히)의 성공에 자극을 받아 그 전까지 따로 방송되고 있던 뉴스 프로그램 「JNN 뉴스데스크」와 「JNN 스포츠 채널」을 통합해 만들었다.[1]
- 이 프로그램이 시작한 지 반년 후에 후지 TV는 이 프로그램에 대항하기 위해 「FNN 뉴스 공장」이라는 뉴스 프로그램을 시작했으나 이 프로그램이 종료될 즈음 프로그램을 종료시켰다.

## 프로그램 변천
| TBS·JNN 평일 밤 심야 뉴스 정보 프로그램 | TBS·JNN 평일 밤 심야 뉴스 정보 프로그램 | TBS·JNN 평일 밤 심야 뉴스 정보 프로그램        |
| 이전 작품                               | 작품명                                  | 다음 작품                                      |
| --------------------------------------- | --------------------------------------- | ---------------------------------------------- |
| JNN 뉴스데스크 (1969.3.31 - 1986.9.26)  | 네트워크 JNN (1986.9.29 - 1987.10.2)    | JNN 뉴스 22 프라임타임 (1987.10.5 - 1988.9.30) |